# Luigi Vettraino
Luigi Vettraino (Roma, 21 settembre 1920 – Roma, 25 luglio 1998) è stato un calciatore italiano, di ruolo attaccante.

## Carriera

### Giovanili
Entrato giovanissimo nel vivaio della Lazio, a 12 anni prende parte da protagonista alla partita dei "pulcini" biancocelesti guidati da Karl Stürmer che l'11 giugno 1933, al Prater Stadium di Vienna, pareggiano 1-1 contro la fortissima squadra austriaca del Wacker.
Cinque anni più tardi, nella settimana di Pasqua del 1938, la stessa squadra del "Prater" si rende protagonista di una tournée in Germania e Vettraino è ancora una volta tra i migliori in campo.

### Club
Il 9 ottobre 1938, appena diciottenne, viene fatto esordire dal tecnico laziale József Viola in prima squadra nella partita casalinga con il Livorno, vinta dai romani per 2-1. In quella stagione disputa 13 partite, realizzando anche una rete nell'incontro vinto 1-0 in trasferta a Genova contro il Liguria.
Nelle due annate successive diviene titolare al fianco del celebre centravanti Silvio Piola (13 gol il suo bottino complessivo nelle due stagioni).
Agli inizi del campionato 1941-1942 una fastidiosa infezione lo costringe ad abbandonare l'attività agonistica.
Riprende a fatica durante i Campionati romani di guerra con la maglia della MATER di Fulvio Bernardini, per rientrare poi alla Lazio all'inizio della stagione 1945-1946.
La malattia non pienamente superata ne intacca tuttavia le potenzialità atletiche precludendogli il ritorno fra i titolari. Passa quindi all'Alba Trastevere con cui disputa un torneo di Serie C, uno di Serie B, nel quale realizza 11 reti non sufficienti ad evitare la retrocessione della squadra trasteverina, ed infine un ultimo campionato di Serie C. Abbandona quindi il calcio giocato all'età di 28 anni.
Il suo bilancio complessivo con la maglia della Lazio è di 72 presenze (63 in campionato e 9 in Coppa Italia) e 18 reti (14 in campionato e 4 in Coppa).

## Palmarès

### Club

#### Competizioni nazionali
- Serie C: 1

Alba Roma: 1945-1946